# Mihail Viziru
Mihail Viziru (n. 3 decembrie 1933, Stănești, Vâlcea) este un fost deputat român în legislatura 1992-1996, ales în județul Olt pe listele partidului Socialist. Mihail Viziru a demisionat pe data de 4 septembrie 1995 și a fost înlocuit de deputatul Costel-Eugen Popescu. Începând de la data de 9 august 1995, Mihail Viziru a fost numit în funcția de prefect al județului Mehedinți. 